# Epistemologie
Epistemologia (provine de la cuvântul elin ἐπιστήμη, care se pronunță [e-pi-ste-me]) este o ramură a filosofiei care examinează natura, originea și limitele cunoașterii și care a influențat multe alte domenii, cum  sunt știința, matematica și logica. Numită și teoria cunoașterii, epistemologia explorează diferite tipuri de cunoaștere, cum ar fi cunoașterea propozițională despre fapte, cunoașterea practică și cunoașterea prin familiarizare, ca o experiență directă. Epistemologia este o parte a filosofiei care studiază procesul cunoașterii sistematice așa cum se desfășoară în cadrul științelor; teorie a cunoașterii științifice. Este o disciplină filosofică efectuând studiul critic al principiilor, ipotezelor și rezultatelor cunoașterii științifice în vederea stabilirii structurii logice , specificului și valorii de adevăr al acesteia. Tinde să devină o metateorie sau știință despre metodologia cunoașterii științifice. Epistemologii au ca obiect de studiu conceptele de credință, adevăr și justificare pentru a înțelege natura cunoașterii. Pentru a descoperi cum apare cunoașterea, aceștia analizează fundamentele justificării, cum ar fi percepția, introspecția, memoria, rațiunea și mărturia. Epistemologia are la bază două întrebări:
- Ce este cunoașterea?
- Cum se poate realiza cunoașterea?

## Etimologie
Cuvântul „epistemologie” derivă din două cuvinte grecești: epistēme, care înseamnă „cunoaștere” și logos care înseamnă „studiu al” sau „teorie a”.
În antichitate epistēme semnifica cunoaștere sau știință și era opusul cuvântului doxa, care însemna părere, opinie, deci o cunoștință nesigură.
„Epistemologia este ramura teoriei științei și totodată a filosofiei care cercetează originea, structura, metodele și validitatea cunoașterii științifice.” (Ștefan Georgescu, 1970)
Epistemologia este studiul cunoașterii de tip științific.

## Obiectul epistemologiei
O primă operație a epistemologiei este distincția intre cunoașterea de tip comun, general-uman și cunoașterea științifică. Se consideră cunoaștere de tip științific, acea cunoaștere care are următoarele însușiri:
1. Se îndepărtează de cunoașterea comună și de simțul comun.
2. Descompune automatismele mentale generate de experiența cotidiană.
3. Matematizare.
4. Utilizarea metodelor speciale: modelarea, axiomatizarea, formalizarea etc.
5. Obține, ca produse, cunoștințe cel puțin verificabile dacă nu verificate.

Epistemologia poate avea ca obiect cunoașterea științifică în general fiind numită epistemologie generală. Cunoașterea cunoașterii științifice specializate constituie epistemologii particulare îndepărtându-se de reflecția filozofică.

## Metodă
Cercetarea cunoașterii științifice se face preponderent inductiv deoarece fără contribuțiile oamenilor ce produc știință obiectul epistemologiei nu se dezvoltă. Pe lângă generalizările asupra procesului cunoașterii științifice se procedează și la o analiză critică din perspectiva teoriei generale a cunoașterii umane ca de exemplu prin descoperirea supozițiilor filozofice preexistente în teoria și metoda utilizată de omul științei. Epistemologia descinde din latura cognitivă a filozofiei și se încadrează în teoria științei desemnată prin termenul de metaștiință sau scientologie. Epistemologia se inserează in grupul disciplinelor ce studiază știința alături de istoria științei, metodologia științei, sociologia științei, economia știiinței, psihologia științei, logica științei, etc.
Sub aspect metodologic specificul epistemologiei este cercetarea critică a fundamentelor cunoașterii științifice.
În epistemologia generală, se procedează prin analiză directă, prin analiza logică formalizantă, analiza istorică-critică precum și prin analiză experimental-genetică.

## Concepte cheie
Cunoaștere, adevăr, justificare, întemeierea opiniilor, „a ști cum” comparat cu „a ști că”, opinie adevărată. 
Cea mai importantă contribuție a epistemologiei este filozofia științei. Epistemologia studiază numai cunoașterea științifică.

## Epistemologi
- Sir Francis Bacon
- Roger Bacon
- Roy Bhaskar
- Rudolf Carnap
- Noam Chomsky
- Auguste Comte
- René Descartes
- Mihai Drăgănescu
- Empedocle
- Paul Feyerabend
- Galileo Galilei
- Robert Grosseteste
- Immanuel Kant
- Thomas Kuhn
- Imre Lakatos
- Ștefan Lupașcu
- Ernst Mach
- Isaac Newton
- Charles Peirce
- Michael Polanyi
- Sir Karl Popper
- Bertrand Russell
- Moritz Schlick
- Michel Foucault

## Orientări epistemologice
- Empirismul logic
- Raționalismul științific
- Raționalism critic
- Epistemologia genetică

Epistemologia genetică este o teorie și o practică a cercetării cunoașterii prin control experimental. Epistemologia genetică este teoria dialectică a cunoașterii științifice care face apel la metodele istorico-critică și psihogenetică, după Jean Piaget. Această teorie a cunoașterii științifice este dialectică în sensul că încearcă să explice cunoașterea științifică prin devenirea ei și nu se mărginește la a o constata ca pe un dat. Bazându-se pe experimente de geneză a psihicului și de dezvoltare a sa urmărind apariția și dezvoltarea conceptelor și structurilor operatorii de la vârste mici, tinde la abandonul cunoașterii general filozofice în favoarea cunoașterii precise, în act, a procesului cunoașterii. Este o orientare care agreează interdisciplinaritatea în abordarea cunoașterii atașându-și logica, psihologia, istoria cunoașterii. În felul acesta, nu are prejudecăți intemeindu-și concluziile abia ulterior după experimente asupra structurilor mentale. Concepția a fost inițiată de Jean Piaget.
- Epistemologia fenomenologică
- Fenomenologia existențială
- Epistemologia structuralistă
- Epistemologia realist-critică
- Epistemologia neotomistă
- Epistemologia materialist-dialectică